# Stéphane Ouellet
Pour les articles homonymes, voir Ouellet.
Stéphane Ouellet est un boxeur québécois né à Jonquière, aujourd'hui Saguenay, le 6 juin 1971. Surnommé Le Poète en raison de ses talents en poésie, Ouellet a été l'une des coqueluches de la boxe québécoise qui connut son apogée lors de trois combats face à Dave Hilton, Jr.

## Carrière

### Début de carrière
Stéphane Ouellet commence sa carrière professionnelle en même temps que Éric Lucas, soit le 17 décembre 1991 à Jonquière. Pour l'occasion, il est opposé au pugiliste Robert Rockwell. Le Jonquiérois remporta ce premier combat par K.O. technique au 4e round.
Ouellet gagne ses treize premiers combats, dont celui de champion canadien dans la catégorie super-welters le 16 novembre 1993.

### Champion
Après le titre de champion du Canada, Ouellet tente de mettre la main sur la ceinture de champion IBC des super-welters face à Darrin Morris. Ce dernier est le premier à venir à bout de Ouellet qui conserve tout de même le titre de champion canadien en le remettant en jeu contre Alain Bonnamie.
En plus du titre canadien, Ouellet s'empare de la ceinture de champion WBC Continental Americas le 27 juin 1995. Une année plus tard, il remet ce titre en jeu contre Alex Hilton.
Face à Wayne Powell, le 6 décembre 1996, Ouellet remporte le titre de champion d'Amérique du Nord NABF des super welters chez lui au Saguenay.
Malgré les autres titres, c'est celui de champion canadien qu'il eut à défendre le plus souvent. Encore une fois face à Alex Hilton, Ouellet conserve son titre le 3 avril 1998. Toutefois, le 27 novembre 1998, face à Dave Hilton, Jr., dans un des combats les plus médiatisés de la boxe québécoise, Ouellet perd sa ceinture par K.O. technique au 12e round.
Ouellet et Hilton s'affrontent à nouveau quelques mois plus tard et c'est encore une fois le controversé boxeur montréalais qui remporte le combat par KO au 3e assaut. Toutefois, le 8 septembre 2000, Ouellet prend une ultime revanche en battant Hilton.

### Les derniers mille
Cette grande victoire contre Hilton est cependant la dernière de Stephane Ouellet. Après une défaite contre Omar Sheika en avril 2001, il se retire de la compétition pendant trois ans. Tantôt poète, tantôt entraîneur, tantôt dans des combats extrêmes, tantôt transporteur de cadavres, ce sont des problèmes personnels qui seront venus contrecarrer ses ambitions de boxeur professionnel.
Il effectue un retour sur le ring le 17 décembre 2004 face à Joachim Alcine. Très rapidement, Ouellet est mis hors de combat. Après cette défaite, le Jonquiérois déclare qu'il s'agissait de son dernier combat sur un ring de boxe. Il aura finalement une dernière chance de finir sur une meilleure note le 27 septembre 2014 en affrontant dans un 4 rounds Cédric Spera. Malgré une défaite aux points 39-36 selon les trois juges, il aura livré un bien meilleur combat que son dernier 10 ans plus tôt.